# Culture d'Ossinovka
La culture d'Ossinovka (en russe : Осиновская культура, Ossinovkaïa koultoura) est la plus ancienne culture paléolithique connue dans le Primorié, dans l'Extrême-Orient russe. Elle s'étend d'environ 38 000 à 35 000 ans avant le présent (AP), à 30 000 ans AP. Elle a été nommée d'après le village d'Ossinovka, situé dans le raïon de Mikhaïlovka, premier site où cette culture a été mise en évidence.

## Chronologie
Les premières traces de peuplement dans le kraï du Primorié, territoire de l'Extrême-Orient russe, sont datées d'au moins 35 000 ans. Selon le préhistorien russe Alekseï Okladnikov, cette première vague de peuplement serait venue d'Asie du Sud-Est.
Le plus ancien site d'occupation humaine a été trouvé près du village d'Ossinovka (raïon de Mikhaïlovka). Il est daté entre 40 000 et 35 000 ans AP. On suppose toutefois que les rives de la Suifen ont été peuplées bien avant, mais aucune trace n'en a encore été trouvée,.
Le Primorié était alors couvert de larges forêts de feuillus dans les zones basses, de forêts de pins de Sibérie sur les versants et d'une taïga de conifères en montagne. 
À la culture d'Ossinovka a succédé la culture d'Oustinovka.

## Mode de subsistance
Les hommes de cette époque étaient des chasseurs de mammouths et de grands mammifères et des cueilleurs, avec un mode de vie nomade. Ils chassaient en groupe ; leur stratégie de chasse pouvait consister à pousser l'animal jusqu'à une falaise, le faire tomber puis l'achever avant de prendre la viande,. Les ossements fossiles d'animaux découverts sur les sites de boucherie : mammouth, cheval, rhinocéros, chevreuil, bison, mais aussi lion des cavernes et tigre, montrent quels animaux étaient chassés par les hommes de cette époque.

## Industrie lithique
Cette culture se caractérise par des outils lithiques assez volumineux constitués de galets taillés, ébréchés sur une ou deux faces de plusieurs gros éclats afin de produire notamment des hachoirs et des grattoirs. Le site d'Ossinovka a aussi livré des outils de pierre polie,,.
Les études archéologiques ont trouvé de larges similitudes entre les sites archéologiques du Primorié et ceux des Îles Kouriles, de Sakhaline et de la partie nord-est de l'île d'Hokkaidō,.

## Principaux sites
La culture d'Ossinovka s'étendait sur le sud et le sud-est du Primorié. Les sites les plus proches d'Ossinovka sont ceux des vallées de la Suifen et de la Melgounovka, ainsi que ceux du littoral de la baie de l'Expédition (raïon de Khassan), avec des hachoirs et des lames rugueuses. Les sites de la colline d'Iliouchine (Iliouchinka Sopka) à Oussouriïsk et d'Astrakhanka sur les bords du lac Khanka ont aussi été fouillés.
Des traces d'habitat paléolithique ont aussi été trouvées dans la grotte de la Société géographique, près du village de Iekaterinovka, dans le raïon de Partizansk, avec un peuplement datant d'il y a environ 32 570 ± 1 510 ans. Dans cette grotte, des restes de mammouth, d'un cheval, d'un cerf, de bisons et d'autres animaux ont été trouvés. Citons enfin les sites de Krounovka 2, de Vozdvijenka 3 (okroug urbain d'Oussouriïsk) et de Komarovka 14 (Oussouriïsk),,.